# Santa Lucia del Mela

Ubicació de Santa Lucia del Mela dins de la província

Santa Lucia del Mela (sicilià Santa Lucìa dû Mela) és un municipi italià, dins de la ciutat metropolitana de Messina. L'any 2008 tenia 4.776 habitants. Limita amb els municipis de Barcellona Pozzo di Gotto, Casalvecchio Siculo, Castroreale, Fiumedinisi, Furci Siculo, Gualtieri Sicaminò, Mandanici, Merì, Pace del Mela, Pagliara, San Filippo del Mela i San Pier Niceto.

## Administració
| Període | Identitat      | Partit        |
| ------- | -------------- | ------------- |
| 2008-   | Antonino Campo | Llista cívica |